# Nikolaj Ėrnestovič Bauman
Nikolaj Ėrnestovič Bauman (in russo Никола́й Эрне́стович Ба́уман?; Kazan', 17 maggio 1873 – Mosca, 31 ottobre 1905) è stato un rivoluzionario russo, membro della fazione bolscevica del Partito Operaio Socialdemocratico.

## Biografia
Bauman nacque nella famiglia del proprietario di una falegnameria di origine tedesca. Frequentò il secondo ginnasio di Kazan', che abbandonò in settima classe per dissidi con gli insegnanti. Tra il 1891 e il 1895 studiò all'Istituto veterinario della stessa città, e intanto leggeva i fogli marxisti illegali e partecipava alle riunioni dei circoli operai clandestini.
Dopo la laurea andò a lavorare nel villaggio di Novye Burasy, nel Governatorato di Saratov, dove attirò l'attenzione della polizia. Per sfuggire a questo controllo, e intenzionato a dedicarsi maggiormente all'attività rivoluzionaria, nell'autunno del 1896 si trasferì a San Pietroburgo. Qui, mentre lavorava come veterinario, entrò a far parte della clandestina Unione di lotta per l'emancipazione della classe operaia.
Nel 1897 fu arrestato e rinchiuso nella Fortezza di Pietro e Paolo, dove rimase in isolamento per 19 mesi. Nel 1899 fu destinato al confino nel Governatorato di Vjatka per quattro anni, ma dopo pochi mesi fuggì all'estero. Nel 1900 conobbe Lenin a Zurigo e cominciò a dedicarsi alla stampa del giornale Iskra e alla sua diffusione in Russia, dove si recò clandestinamente più volte, conquistandosi l'appellativo di Corvo per la facilità con la quale attraversava le frontiere.
Nel dicembre del 1901 divenne membro del comitato moscovita del Partito Operaio Socialdemocratico. Nel febbraio 1902 fu nuovamente arrestato e rinchiuso nel carcere di Luk'janivka a Kiev, da cui fuggì ad agosto insieme ad altri dieci reclusi. Nel 1903 fu delegato al II congresso del Partito, svoltosi a Bruxelles, dopodiché tornò in Russia, dietro mandato di Lenin, per allestire una tipografia bolscevica clandestina. Nel giugno del 1904 fu arrestato ancora una volta e trascorse 16 mesi nella prigione moscovita della Taganka.
Durante una manifestazione, il 31 ottobre 1905, venne picchiato a morte con un tubo del gas da un membro delle Centurie Nere, Nikolaj Michal'čuk. L'episodio avvenne non lontano dall'edificio che ospitava l'Istituto tecnico imperiale, che nel 1930 sarebbe stato intitolato proprio a Bauman.
I funerali, che si svolsero il 2 novembre a Mosca, si trasformarono in una grande manifestazione di sostegno ai bolscevichi. Il corpo di Bauman fu sepolto nel cimitero di Vagan'kovo.
Al rivoluzionario, la cui vita è narrata nel film Nikolaj Bauman del 1967, sono stati intitolati un quartiere di Mosca (oggi Basmannyj rajon), l'Università tecnica della capitale, un villaggio del Kazakistan, il corso principale di Kazan', oltre a strade, ponti, giardini e monumenti in numerose città.